# 学校法人佐藤栄学園
学校法人佐藤栄学園（がっこうほうじんさとえがくえん）は、日本の学校法人。

## 概要
創立者は佐藤栄太郎、2代目理事長は佐藤孝司、3代目理事長は学校法人佐藤栄学園常務理事であった森山憲一、そして現4代目理事長は栄東中学・高等学校校長の田中淳子。理事長と校長を兼任している。

## 沿革
- 1959年（昭和34年） 埼玉自動車整備技術学校開校
- 1971年（昭和46年） 学校法人佐藤栄学園認可
- 1972年（昭和47年） 埼玉栄高等学校設置
- 1978年（昭和53年） 栄東高等学校設置
- 1982年（昭和57年） 花咲徳栄高等学校設置
- 1988年（昭和63年） 埼玉短期大学設置
- 1994年（平成6年） 日本美術専門学校、埼玉栄北高等専修学校設置
- 1995年（平成7年） 平成国際大学設置
- 2000年（平成12年） 栄北高等学校、埼玉栄中学校設置。学校法人北海道佐藤栄学園が北海道桜ヶ丘高等学校を譲受し、北海道栄高等学校とする。
- 2002年（平成14年）  埼玉栄北高等専修学校廃校
- 2003年（平成15年） さとえ学園小学校、大宮法科大学院大学設置
- 2004年（平成16年） 6月15日 佐藤栄太郎の妻であり、埼玉短期大学学長・花咲徳栄高等学校校長を務めた佐藤照子が脳梗塞により死去。
- 2008年（平成20年）11月13日 佐藤栄太郎理事長が腹部大動脈瘤破裂により80歳で死去。長男・佐藤孝司が理事長就任
- 2010年（平成22年） 学校法人北海道佐藤栄学園を吸収合併
- 2012年（平成24年）2月18日 佐藤孝司理事長が食道静脈瘤破裂により急逝（享年45）。孝司理事長に職務を引き継ぐ子が不在であったため、同学園の常任理事の森山憲一を理事長代理として立て、年度始めの4月1日、正式に3代目理事長に就任
- 2015年（平成27年）9月30日 大宮法科大学院大学廃校
- 2018年（平成30年）3月31日 日本美術専門学校廃校
- 2019年（平成31年）3月22日 栄北高等学校自動車科廃止認可
- 2020年（令和2年) 4月1日 栄東中学・高等学校校長・田中淳子が4代目理事長に就任。
- 2021年（令和3年) 3月6日 栄北高等学校校創立20周年記念式典挙行
- 2021年（令和3年) 11月30日 法人本部棟（第１期）竣工

## 建学の理想
- 建学の精神
人間是宝（にんげんこれたから）
- 校訓
今日学べ（こんにちまなべ）

## 設置校

### 大学
- 平成国際大学（埼玉県加須市）

### 専修学校
- 埼玉自動車大学校（埼玉県北足立郡伊奈町）

### 高等学校
- 埼玉栄高等学校（埼玉県さいたま市西区）
- 栄東高等学校（埼玉県さいたま市見沼区）
- 栄北高等学校（埼玉県北足立郡伊奈町）
- 花咲徳栄高等学校（埼玉県加須市）

### 中学校
- 埼玉栄中学校（埼玉県さいたま市西区）
- 栄東中学校（埼玉県さいたま市見沼区）

### 小学校
- さとえ学園小学校 （埼玉県さいたま市北区）

### その他
- サトエ記念21世紀美術館（埼玉県加須市）
- サトエスポーツクラブ（埼玉県さいたま市大宮区）
- 修徳館剣道教室（埼玉県さいたま市大宮区）

### 廃校
- 大宮法科大学院大学（埼玉県さいたま市大宮区）- 2015年9月末で閉学。
- 埼玉栄北高等専修学校 （埼玉県北足立郡伊奈町）- 2002年に廃止、閉学。
- 埼玉短期大学 （埼玉県加須市） - 2008年に廃止、閉学。
- 日本美術専門学校 （埼玉県北足立郡伊奈町）- 2018年に廃止、閉学。同法人による創設ではなく、法人創設時に現在の東京都新宿区内に設置された他法人より移管されたものであった。

### 経営移管
- 北海道栄高等学校 （北海道白老郡白老町） - 2016年3月31日まで。同年4月1日より学校法人京都育英館に移管。

## 不祥事
2006年2月、関東信越国税局から2014年3月期までの7年間で約2億円の所得の申告漏れを指摘された。佐藤栄太郎理事長（当時）個人も約5億円の申告漏れを指摘されており、申告漏れ総額は約7億円。
学園は、保護者らが旅行業者に払い込んだ修学旅行などの代金の一部を、業者側から手数料として受け取り、その手数料を簿外で処理し、7600万円余を使っていた。
また、保護者から徴収した補習などの進学特別指導料（2003年度までの4年間で約5億円）と経営する大学や短大の記念事業積立金（2003年度までの19年間で約5億円）の合わせて約10億円も簿外処理していた。
一連の申告漏れをめぐって、埼玉県は2005年度後期（約9億円）と2006年度（約18億6000万円）の補助金を全額不交付にした。